# Rue d'Eylau
Pour les articles homonymes, voir Eylau.
La rue d'Eylau est une voie marseillaise située dans le 6e arrondissement de Marseille. 

## Situation et accès
Cette courte rue se trouve dans le quartier de Lodi et relie la rue de Lodi à la rue de Friedland sur une descente en ligne droite. Elle mesure 80 mètres de long pour 5 mètres de large.

## Origine du nom
La rue doit son nom à la bataille d'Eylau, remportée par Napoléon le 8 février 1807.

## Historique
L’emplacement de la rue était un vaste domaine de 5 638 m² possédé par les frères prêcheurs, acquis le 3 février 1791 par Jean-Baptiste Reynault, fabricant de chandelles. Il passe ensuite entre les mains de Jean-Joseph Maunier en 1793, qui construit sa bastide, vendue en 1813 à Louis Arnaud, qui la cède à Jean Joseph Pierre Pascalis en 1841. Lucien Saisse l’acquiert en janvier 1851, pour la revendre à l’évêque de Marseille afin de la transformer en église, sous le vocable de Jean-Baptiste.
En 1846, Mme Favier, infirmière rue d'Alger, fait construire, au numéro 1 de la rue, une maison pour les pauvres des églises protestantes de Marseille. Par la suite y est installé l’hôpital Ambroise-Paré, sur un terrain donné en 1848 par le maire Jean Élysée Baux, de confession protestante, à condition d’y construire un établissement de soins aux malades. En 1985-1987, cet immeuble est considérablement agrandi, englobant les immeubles des rues d’Iéna et d’Austerlitz jusqu’à la fermeture de l’hôpital le 6 septembre 2013 ainsi qu’à sa démolition en 2014, laissant place à de nouveaux immeubles résidentiels.
La rue est classée dans la voirie de Marseille le 28 avril 1854.
Elle prend son nom actuel par délibération du conseil municipal en date du 7 mars 1949. Elle se nommait auparavant « rue du Platane » car un très gros platane y a vécu longtemps.

## Bâtiments remarquables et lieux de mémoire
- Au numéro 2 se trouve la paroisse Saint-Jean-Baptiste.